# Montebello Vicentino
Montebello Vicentino es un municipio italiano de 6.290 habitantes de la provincia de Vicenza (región de Véneto). 

## Demografía
| Gráfica de evolución demográfica de Montebello Vicentino entre 1861 y 2001 |
|                                                                            |
| fuente ISTAT - elaboración gráfica a cargo de Wikipedia                    |

## Deporte
- Montebello Hockey e Pattinaggio

- Datos: Q46173
- Multimedia: Montebello Vicentino / Q46173